# كارين كوساما
كارين كوساما (بالإنجليزية: Karyn Kusama) (و. 1968  م) هي مخرجة أفلام، وكاتبة سيناريو، ومخرجة تلفزيونية أمريكية، ولدت في بروكلين.

## التعليم
تعلمت في مدرسة تيش العليا للفنون.

## جوائز وترشيحات
حصلت على جوائز منها:
جوائز
- Gotham Independent Film Award for Breakthrough Director [الإنجليزية]‏ (2000)

ترشيحات
- جائزة الروح المستقلة لأفضل أول فيلم (2001)

ترشحت لـ:
- جائزة الروح المستقلة لأفضل أول فيلم، عن عمل: Girlfight [الإنجليزية]‏ (2001)
- Gotham Independent Film Award for Breakthrough Director [الإنجليزية]‏، عن عمل: Girlfight [الإنجليزية]‏ (2000).

## وصلات خارجية
- كارين كوساما على موقع IMDb (الإنجليزية)
- كارين كوساما على موقع ألو سيني (الفرنسية)
- كارين كوساما على موقع أول موفي (الإنجليزية)
- كارين كوساما على موقع بوكس أوفيس موجو (الإنجليزية)
- كارين كوساما على موقع قاعدة بيانات الأفلام السويدية (السويدية)
- كارين كوساما على موقع قاعدة بيانات الفيلم (الإنجليزية)
- كارين كوساما على موقع كينوبويسك (الروسية)